# Charles Nelson Skinner
Pour les articles homonymes, voir Skinner.
Charles Nelson Skinner  (1833 - 1910) est un avocat, un juge et un homme politique canadien du Nouveau-Brunswick.

## Biographie
Charles Nelson Skinner naît le 12 mars 1833 à Saint-Jean, au Nouveau-Brunswick. Libéral, il est élu député provincial de Saint-Jean en 1861 et 1866 puis député fédéral de la circonscription de la Cité et du comté de Saint-Jean en 1887 et 1891 mais il démissionne en octobre 1892. Il meurt le 22 septembre 1910.